# Západoevropská unie

Členové • Přidružení členové • Pozorovatelé • Přidružení partneři

Západoevropská unie (zkratka ZEU; anglicky: Western European Union, WEU; francouzsky: Union de l'Europe occidentale, UEO) byla mezivládní vojenská a obranná organizace založená r. 1954 (od r. 1993 působící ve spolupráci s Evropskou unií), se sídlem v Bruselu (původně v Londýně), která vznikla rozšířením Bruselského paktu (Západní unie, 1948) o dva nové členské státy Německou spolkovou republiku a Itálii prostřednictvím Pařížských dohod uzavřených 23. října 1954, které vstoupily v platnost na 55 let a završily londýnskou a pařížskou konferenci.

Vlajka ZEU

Tvořilo ji 10 členů, kteří byli současně členy Severoatlantické aliance (NATO) a od r. 1993 též EU. Členské státy se dohodly na zrušení Západoevropské unie k 31. březnu 2010, přičemž činnosti paktu měly být zastaveny do 15 měsíců. 30. června 2011 byla ZEU oficiálně prohlášena za zrušenou.
Význam unie zůstal omezený, protože v bipolárním světě během studené války proti sobě stály NATO a státy Varšavské smlouvy vojensky zaštítěné oběma supervelmocemi, USA a SSSR. Státy Evropské unie mají společnou bezpečnostní a obrannou politiku, ale reálně je jejich vojenská bezpečnost zajišťována prostřednictvím NATO.

## Příčiny vzniku
Hlavním důvodem tohoto procesu bylo začlenění SRN do euroatlantických bezpečnostních struktur zejména Severoatlantické aliance, což se nezdařilo cestou skrze Evropské obranné společenství. Téhož dne, kdy vznikla Západoevropská unie, byl podepsán také „Protokol o přístupu SRN k Severoatlantické smlouvě“. Nejobtížněji proběhla ratifikace Pařížských dohod ve Francii, kde si levice uměla jen těžko představit německé vojsko v alianci s dalšími členy paktu. Francouzské Národní shromáždění ratifikovalo dohody na druhý pokus 29. prosince 1954 až poté, co premiér Mendès-France spojil hlasování s vyslovením důvěry své vládě. SRN byla přijata za člena NATO 5. května 1955.

## Role ZEU
V 60. a 70. letech nehrála ZEU významnou roli, protože její členové byli současně přítomni v hlavní obranné alianci NATO. Do vstupu Spojeného království do Evropského hospodářského společenství regulovala vztahy mezi ním a Evropskými společenstvími.
Až v roce 1981 přišli italský a západoněmecký ministr zahraničí s tzv. Genscher-Colombovou iniciativou, která měla za cíl centralizovat obrannou a zahraniční politiku Evropských společenství prostřednictvím ZEU. Přestože nedošlo k její realizaci, tak na setkání ministrů obrany a zahraničí členských zemí ZEU v Římě roku 1984 byla vypracována Římská deklarace, která přinesla větší pravomoci v obranné politice pro ZEU. Její úloha v obraně západní Evropy, respektive tato obranná role v rámci Evropských společenství, byla potvrzena tzv. Haagskou platformou (Platformou o evropských bezpečnostních zájmech) v roce 1987.
Smlouva o Evropské unii zavedla úzkou spolupráci Evropské unie se ZEU.
Amsterodamská smlouva definovala pozici ZEU v rámci Evropské unie jako „nedílnou součást jejího vývoje“ a delegovala na ni část gesce obranné a bezpečnostní politiky. ZEU se účastnila operací v Iráku počátkem 90. let, na realizaci Petersberských úkolů, kam se řadila spolupráce EU s albánskými policejními sbory či přítomnost policejních jednotek v Mostaru.
Od 1. ledna 2002 byly dceřiné orgány ZEU, Ústav bezpečnostních studií a Satelitní středisko, vyjmuty z řízení této organizace a v současnosti podléhají přímo Evropské unii. Smlouva z Nice dále ze Smlouvy o Evropské unii zrušila řadu bodů týkajících se vzájemných vztahů mezi ZEU a EU. Přesto byl bezpečnostní organizaci ponechán V. bod o kolektivní obraně EU.

### Zánik ZEU
Pařížské dohody skončily svojí platnost po 55 letech (doba, na kterou byly uzavřeny) dne 31. března 2010. Bylo rozhodnuto, že pravomoci a funkce ZEU budou postupně do roku 2011 převedeny pod orgány EU.

## Vrcholné orgány
- Rada – nejvyšší výkonný orgán, ministři zahraničí zasedali jednou za půl roku
- Parlamentní shromáždění – nejvyšší zákonodárný orgán se sídlem v Paříži, 410 poslanců z 27 členských zemí EU

## Členové a partneři
ZEU se skládá z 10 členských zemí, 6 přidružených zemí, 7 přidružených partnerů a 5 pozorovatelů.
| Členské země: (ustanoveny modifikací Bruselského paktu – 1954) Všichni členové jsou současně členy NATO a Evropské unie. Jen tyto státy mají plné hlasovací právo. - Belgie - Francie - Německo - Řecko (1995) - Itálie - Lucembursko - Nizozemsko - Portugalsko (1990) - Španělsko (1990) - Spojené království Pozorovatelé: (Řím – 1992) Pozorovatelé jsou členy Evropské unie, nikoli však NATO. 1 - Rakousko (1995) - Dánsko 1 - Finsko (1995) - Irsko - Švédsko (1995) 1 Dánsko je výjimkou, je členem obou organizací. | Přidružení členové: (Řím – 1992) Přidružené členství bylo vytvořeno pro situaci, kdy státy byly členy NATO, nikoli však Evropské unie. Od vstupu ČR, Maďarska a Polska do EU v roce 2004 jsou zde i členové Evropské unie. - Česko (1999) - Maďarsko (1999) - Island - Norsko - Polsko (1999) - Turecko Přidružení partneři: (Kirchberg – 1994) Země, které nebyly v době vzniku statutu pozorovatelů ZEU členy ani EU, ani NATO. Tyto země se však v průběhu pozorovatelství staly členy obou organizací. - Bulharsko - Estonsko - Litva - Lotyšsko - Rumunsko - Slovensko - Slovinsko (1996) |

| Podpis Platnost Smlouvy   | 1948 Brusel                                             | 1951 1952 Pařížská        | 1954 1955 Paříž. doh.                     | 1957 1958 Římské                          | 1965 1967 Slučovací                                       | 1975 TREVI                                         | 1985 Schengenská                                   | 1986 1987 JEA                                      | 1992 1993 Maastrichtská                            | 1992 1993 Maastrichtská | 1997 1999 Amsterodamská | 2001 2003 Niceská  | 2007 2009 Lisabonská | 2007 2009 Lisabonská |  |  |  |  |  |  |  |  |
|                           |                                                         |                           |                                           |                                           |                                                           |                                                    |                                                    |                                                    |                                                    |                         |                         |                    |                      |                      |  |  |  |  |  |  |  |  |
| Tři pilíře Evropské unie: |                                                         |                           |                                           |                                           |                                                           |                                                    |                                                    |                                                    |                                                    |                         |                         |                    |                      |                      |  |  |  |  |  |  |  |  |
| Evropská společenství:    |                                                         |                           |                                           |                                           |                                                           |                                                    |                                                    |                                                    |                                                    |                         |                         |                    |                      |                      |  |  |  |  |  |  |  |  |
|                           | Evropské společenství pro atomovou energii (EURATOM)    |                           |                                           |                                           |                                                           |                                                    |                                                    |                                                    |                                                    |                         |                         |                    |                      |                      |  |  |  |  |  |  |  |  |
|                           |                                                         |                           | Evropské společenství uhlí a oceli (ESUO) | Evropské společenství uhlí a oceli (ESUO) | Evropské společenství uhlí a oceli (ESUO)                 | Evropské společenství uhlí a oceli (ESUO)          | Smlouva vypršela v roce 2002                       | Smlouva vypršela v roce 2002                       | Smlouva vypršela v roce 2002                       |                         | Evropská unie (EU)      | Evropská unie (EU) |                      |                      |  |  |  |  |  |  |  |  |
|                           |                                                         |                           | Evropské hospodářské společenství (EHS)   |                                           |                                                           |                                                    |                                                    |                                                    |                                                    |                         | Evropská unie (EU)      | Evropská unie (EU) |                      |                      |  |  |  |  |  |  |  |  |
|                           |                                                         |                           |                                           | Schengenská smlouva                       |                                                           |                                                    | Evropské společenství (ES)                         | Evropské společenství (ES)                         |                                                    |                         | Evropská unie (EU)      | Evropská unie (EU) |                      |                      |  |  |  |  |  |  |  |  |
|                           |                                                         | TREVI                     | TREVI                                     | TREVI                                     | Spolupráce v oblasti spravedlnosti a vnitřních věcí (SVV) |                                                    | Evropské společenství (ES)                         | Evropské společenství (ES)                         |                                                    |                         | Evropská unie (EU)      | Evropská unie (EU) |                      |                      |  |  |  |  |  |  |  |  |
|                           | Policejní a soudní spolupráce v trestních věcech (PJCC) | TREVI                     | TREVI                                     | TREVI                                     | Spolupráce v oblasti spravedlnosti a vnitřních věcí (SVV) |                                                    |                                                    |                                                    |                                                    |                         | Evropská unie (EU)      | Evropská unie (EU) |                      |                      |  |  |  |  |  |  |  |  |
|                           |                                                         |                           |                                           |                                           | Evropská politická spolupráce (EPS)                       | Společná zahraniční a bezpečnostní politika (SZBP) | Společná zahraniční a bezpečnostní politika (SZBP) | Společná zahraniční a bezpečnostní politika (SZBP) | Společná zahraniční a bezpečnostní politika (SZBP) |                         | Evropská unie (EU)      | Evropská unie (EU) |                      |                      |  |  |  |  |  |  |  |  |
| Bruselský pakt            | Bruselský pakt                                          | Západoevropská unie (ZEU) | Západoevropská unie (ZEU)                 | Západoevropská unie (ZEU)                 | Západoevropská unie (ZEU)                                 | Západoevropská unie (ZEU)                          | Západoevropská unie (ZEU)                          |                                                    |                                                    |                         |                         | Evropská unie (EU) |                      |                      |  |  |  |  |  |  |  |  |
| Bruselský pakt            | Bruselský pakt                                          | Západoevropská unie (ZEU) | Západoevropská unie (ZEU)                 | Západoevropská unie (ZEU)                 | Západoevropská unie (ZEU)                                 | Západoevropská unie (ZEU)                          | Západoevropská unie (ZEU)                          | Smlouva vypršela v roce 2011                       |                                                    |                         |                         |                    |                      |                      |  |  |  |  |  |  |  |  |
|                           |                                                         |                           |                                           |                                           |                                                           |                                                    |                                                    |                                                    |                                                    |                         |                         | z • d • e          |                      |                      |  |  |  |  |  |  |  |  |